# Trinitramid
Trinitramid je hemijsko jedinjenje, azota i kiseonika sa molekulskom formulom N(NO
2)
3, i koje ima molekulsku masu od 152,023 . Jedinjenje je detektovano i opisano 2010. godine od strane istraživača na Kraljevskom institutu za tehnologiju (KTH) u Švedskoj.  Sastoji se od atoma azota povezanog sa tri nitro grupe (−NO
2).
Ranije je postojala spekulacija da li trinitramid može postojati. Teorijski proračuni Montgomerija i Mišelsa iz 1993. godine pokazali su da je verovatno da jedinjenje bude stabilno. 

## Priprema
Trinitramid se priprema nitracijom bilo kalijum dinitramida ili amonijum dinitramida sa nitronijum tetrafluoroboratom u acetonitrilu na niskim temperaturama. 
[NH
4]+
[N(NO
2)
2]−
 + [NO
2]+
[BF
4]−
 → N(NO
2)
3 + [NH
4]+
[BF
4]−

## Osobine
| Osobina                  | Vrednost |
| ------------------------ | -------- |
| Broj akceptora vodonika  | 6        |
| Broj donora vodonika     | 0        |
| Broj rotacionih veza     | 3        |
| Particioni koeficijent ( | 6,3      |
| Rastvorljivost (logS, log(mol/L))       | -6,3     |
| Polarna površina (PSA, Å2)  | 140,7    |

## Upotreba
Trinitramid ima potencijalnu upotrebu kao jedan od najučinkovitijih i najmanje zagađujućih oksidatora raketnih goriva, jer ne sadrži hlor.  Ovo je potencijalno važan razvoj događaja, jer raketna jednačina Čjolkovskog implicira da čak i male poboljšanja u specifičnom impulsu donose sličnu promenu u delta-v, što može dovesti do velikih poboljšanja u veličini praktičnih nosivih tereta raketnog lansiranja. Impuls gustine (impuls po zapremini) raketnog goriva na bazi trinitramida mogao bi biti 20 do 30 odsto bolji od većine postojećih formulacija,  međutim specifični impuls (impuls po masi) formulacija sa tečnim kiseonikom je viši. 

## Literatura
- Holleman A. F.; Wiberg E. (2001). Inorganic Chemistry (1st изд.). San Diego: Academic Press. ISBN 0-12-352651-5.
- Housecroft, C. E.; Sharpe, A. G. (2008). Inorganic Chemistry (3. изд.). Prentice Hall. ISBN 978-0-13-175553-6.